# NGC 566
NGC 566 je čočková galaxie v souhvězdí Ryb. Její zdánlivá jasnost je 13,5m a úhlová velikost 1,6′ × 0,4′. Je vzdálená 248 milionů světelných let, průměr má 115 000 světelných let. Galaxii objevil 22. listopadu 1827 John Herschel.